# Комуністична академія
Комуністична академія — вища навчальна і науково-дослідна установа суспільних і природничих наук. Заснована згідно з декретом ВЦВК РСФРР 1918 в Москві під назвою «Соціалістична академія суспільних наук», 1924 перейменована в Комуністичну академію.

## Історія
Спочатку діяльність Комуністичної академії була винятково навчально-освітньою (полягала в організації лекцій з суспільних наук), а з 1926 в ній розгорнулася й науково-дослідницька робота. До складу Комуністичної академії входив ряд наукових інститутів, секцій і комісій з окремих проблем і питань.
В 1925 році при Комуністичній академії утворений Інститут світового господарства і світової політики.
До початку 1934 року в систему Комуністичної академії входили наступні установи:
- Інститут економіки
- Аграрний інститут
- Інститут радянського будівництва і права
- Інститут світового господарства і світової політики
- Інститут філософії
- Інститут історії
- Інститут літератури і мистецтва

При Комуністичній академії функціонували товариства:
- войовничих матеріалістів-діалектиків,
- істориків-марксистів,
- біологів-марксистів та інші.

З метою об'єднання в одному державному науковому центрі діячів науки постановою РНК СРСР і ЦК ВКП(б) в 1936 Комуністичну академію було ліквідовано, її установи, інститути і працівників передано АН СРСР.